# 정한 회장
정한(1968년 8월 29일~)은 국내 프랜차이즈산업의 선진화를 위해 앞장서고 있는 기업인으로 JH그룹 회장이다.

## 수상내역
- 매일경제 100대 프랜차이즈 5년 연속 수상(2016)
- 제16회 한국프랜차이즈대상 '연구개발&정보화'부문 수상(2015)
- 제14회 한국프랜차이즈대상 산업통상자원부장관 표창(2013)
- 제13회 한국프랜차이즈대상 국무총리 표창(2012)
- 자랑스러운 프랜차이즈 기업인상(2011)
- 소기업소상공인연합회 정기총회 지식경제부 장관상(2010)
- 제6회 한국창업경영인대상 중소기업청장상(2009)
- 제5회 한국창업경영인대상 지식경제부 장관상(2008)
- 우수소상공인 경기도지사 표창(2008)

## 경력
＊現 JH그룹 회장(2015)
＊現 한국중고육상경기연맹 회장(2013)
＊現 새로운 미래를 준비하는 산업인들 회장(2012)
＊現 한국프랜차이즈협회 부회장(2012)

## 참고자료
1. ↑  김승민 (2014). 《만화 프랜차이즈 창업의 신 똑같은 맥주도 스토리를 담으면 달라진다 정한 편)》. |title=에 외부 링크가 있음 (도움말)

## 한국중고육상경기연맹 회장
JH그룹 정한 회장은 2013년 2월 15일~)에 16대 중고육상경기연맹 회장에 취임했다.

## 연세대학교FCEO 총동문회 회장
정한 회장은2013년 12월 20일~) 연세대학교 미래교육원 총동문회장으로 취임했다.